# Kenneth Bianchi
Kenneth Alessio Bianchi és un ciutadà estatunidenc conegut per la comissió de delictes de segrest, violació i assassinat en sèrie. És reconegut per la seva implicació en els assassinats d'Hillside Strangler a Los Angeles, Califòrnia, comesos juntament amb el seu cosí Angelo Buono Jr. A més, se li atribueix dos assassinats addicionals a l'estat de Washington, parapetats en solitari. Actualment, Kenneth Bianchi està complint una condemna de cadena perpètua a la Penitenciària Estatal de Washington per aquests crims. També va ser considerat, en un moment donat, com a sospitós en els assassinats de l'Alfabet o (“Double Initial murders”), tres homicidis no resolts de nenes que van ocórrer a la seva ciutat natal de Rochester, Nova York, entre el 1971 i el 1973. Bianchi està en llibertat condicional el 2025.

## Primers anys de vida
Kenneth Alessio Bianchi va néixer el 22 de maig de 1951, a Rochester, Nova York. La seva mare biològica, una prostituta de 17 anys, el va donar en adopció dues setmanes després del seu naixement. L'agost de 1951 va ser adoptat per Nicholas Bianchi i la seva muller, Frances Scioliono-Bianchi, i fou l'únic fill que tingueren. Bianchi va experimentar nombroses dificultats des de la seva primerenca edat; la seva mare adoptiva el va qualificar de “mentider compulsiu” des que va adquirir la capacitat de parlar. Sovint, queia en estats de somni despert, com si estigués en trànsit, amb la particularitat que els seus ulls es giraven cap a dalt. A partir d'aquests símptomes, un metge va diagnosticar convulsions de petit mal a Bianchi quan tenia cinc anys. També se'l sotmetia a revisions mèdiques freqüents a causa d'un problema de micció involuntària, fet que li generava una gran humiliació.
Bianchi presentava una predisposició a experimentar atacs d'ira, així com episodis d'insomni i enuresi persistent durant la seva joventut. El 2 de gener de 1957, va patir una caiguda accidental d'un arbre de joguina, aterrant a terra. La mare adoptiva de Bianchi, amb la intenció de corregir la seva conducta, el va inscriure en una institució educativa catòlica privada i va iniciar sessions amb un psiquiatre. Com a resultat, amb 10 anys, Bianchi va ser diagnosticat amb un trastorn de la personalitat passiu-agressiva. El quocient intel·lectual de Bianchi, a l'edat d'11 anys, es va establir en 116. Tot i la seva intel·ligència per sobre de la mitjana, presentava un rendiment acadèmic insatisfactori i va ser expulsat en dues ocasions d'escoles a causa de la seva incapacitat per entendre's amb els docents. La mare adoptiva de Bianchi el va qualificar de “mandrós”, i els seus professors van assenyalar que el seu rendiment era inferior al seu potencial.
El juliol de 1963, Bianchi va abaixar la roba interior d'una nena de sis anys. Aquesta acció va ser realitzada per decisió pròpia de Bianchi. Quan el seu pare adoptiu va morir inesperadament de pneumònia l'any 1964, l'adolescent Bianchi no va vessar cap llàgrima ni va manifestar cap senyal de tristesa. Després de la mort del seu marit, la mare adoptiva de Bianchi es va veure obligada a incorporar-se al mercat laboral. Mentrestant, Bianchi, en plena adolescència, assistia a un institut públic, i la seva mare el mantenia sovint confinat a casa durant períodes prolongats. Malgrat que les circumstàncies, Bianchi socialitzava freqüentment i fins i tot es va fer membre d'un club motociclisme. Poc temps després de la seva graduació de l'institut Gates-Chili l'any 1970, Bianchi va contraure matrimoni amb Brenda Beck, la seva parella de l'època de l'institut. La parella només va durar 8 mesos. Sembla que ella el va abandonar sense justificació.
De més gran, Bianchi va prendre la decisió de dedicar-se professionalment a la carrera policial i es va inscriure al Monroe Community College per cursar estudis en ciències policials i psicologia. Tanmateix, va abandonar els estudis universitaris després de només un semestre i es va encadenar diversos treballs de poca consideració fins que aconseguí una ocupació com a vigilant de seguretat en una joieria. Aquesta feina brindà a Bianchi l'oportunitat de sostreure objectes de valor, els quals sovint obsequiava conegudes o prostitutes amb la intenció de guanyar-se'n la lleialtat. Va presentar una sol·licitud per ingressar al departament del xèrif local, però la seva candidatura fou rebutjada.
A causa de la seva implicació en nombrosos petits robatoris, Bianchi es trobava en un estat de constant itinerància. L'any 1976, es traslladà a Los Angeles, California, on començà a freqüentar el seu cosí gran --i alhora nebot de Frances--, Angelo Buono Jr. Aquest el va impressionar amb la seva indumentària elegant, les seves joies ostentoses i l'habilitat  per seduir a qualsevol dona i, segons les seves pròpies paraules, "posar-la al seu lloc". Al cap de poc temps, ambdós col·laboren en activitats de proxenetisme i, a final dels 1977, ja s'havien implicat en una sèrie de crims coneguts posteriorment com els assassinats de "l'estrangulador de Hillside". Bianchi i Buono havien violat i assassinat deu dones i noies joves abans de ser detinguts a principis de l'any 1979.

## Assassinats
Bianchi i Buono sotmetien les seves víctimes a abusos sexuals abans de procedir a estrangular-les. Arribaren a experimentar amb diversos mètodes d'assassinats, com ara la injecció letal, l'electrocució i la intoxicació per monòxid de carboni. Fins i tot mentre duia a terme els assassinats, Bianchi va presentar una sol·licitud per ingressar al Departament de Policia de Los Angeles (LAPD) i, irònicament, arribà a participar en patrullatge amb agents de policia durant la investigació per capturar l'estrangulador de Hillside. Poc després de l'onzè i el dotzè assassinat, Bianchi va confessar a Bouono que havia assistit a les patrulles i que actualment estava sent interrogat sobre el cas de l'estrangulador. Un Buono enfurismat va amenaçar Bianchi  amb la mort si no es traslladava a Bellingham, Washington, fet que Bianchi va complir el maig de 1978, posant així fi a la seva col·laboració delictiva. Els delictes i assassinats comesos per aquesta parella són els següents: 
| Nom                         | Edat | Data de mot            | Detalls |
| --------------------------- | ---- | ---------------------- | --- |
| Yolanda Washington          | 19   | 17 d'octubre de 1977   | Washington era una treballadora sexual, el seu cos nu del qual va ser trobat el 17 d'octubre de 1977, en un turó prop de l'autopista Ventura a 6510 Forest Lawn Drive a Los Angeles, posicionat de manera lewd. El seu cos havia estat netejat abans de ser llençat i les marques de corda febles eren visibles al voltant del seu coll, canells i turmells. Havia estat colpejada, violada i escanyada fins a la mort, i va ser la primera víctima mútua confirmada de Bianchi i Buono. Els dos homes van recollir a Washington i la van matar en el seu vehicle mentre fingien ser agents de policia amb vestimenta civil. |
| Judith Lynn Miller          | 15   | 31 d'octubre de 1977   | Miller era una estudiant a Hollywood High School que també treballava com a prostituta. En el bloc 8300 de Sunset Boulevard, Miller estava buscant clients quan Bianchi i Buono es van acostar a ella el 31 d'octubre de 1977. Va ser assassinada a la tapisseria d'Angelo al 703 East Colorado Street de Glendale, i el seu cos va ser llançat al costat de 2844 Alta Terrace a La Crescenta, un canal de control d'inundacions. El seu cos nu va ser descobert aquell vespre, estirat de cara en una passarel·la dels turons sobre Glendale. Les seves cames es posaven en forma de diamant, i ella havia estat violada, sodomitzada i escanyada. El seu coll, els seus canells i els seus turmells mostren proves de marques de lligadura. |
| Elissa Teresa Kastin        | 21   | 5 de novembre de 1977  | Kastin era ballarina i cambrera que treballava a North Hollywood. El seu cos va ser trobat el 6 de novembre de 1977, al costat d'un club de camp al barri de Chevy Chase Canyon a Glendale. Havia estat colpejada, violada però no sodomitzada, i estrangulada quan va ser descoberta nua amb marques de corda en els seus canells i turmells. Els companys de treball de Kastin s'havien adonat que havia estat conversant amb dos clients que actuaven estranyament la nit abans que s'hagués esvaït. |
| Evelyn Jane King            | 28   | 9 de novembre de 1977  | King, una aspirant a actriu i científicòleg, va ser trobat mort en alguns arbustos prop de la sortida de Los Feliz a l'autopista de l'Estat d'Or el 23 de novembre de 1977. Va desaparèixer el 9 de novembre mentre esperava un autobús. Era impossible saber si King havia estat violada o torturada a causa de la gravetat de la seva descomposició, però se sospitava que havia estat sodomitzada a més de ser estrangulada. |
| Dolores Ann “Dolly” Cepeda  | 12   | 13 de novembre de 1977 | Dolly Cepeda i Sonja Johnson eren noies i amics propers que van ser segrestades després de baixar d'un autobús a Eagle Rock Plaza el 13 de novembre de 1977. Presentant una falsa identificació policial, Bianchi i Buono van segrestar les noies, que van ser assassinades a la tapisseria de Buono a Glendale. El 20 de novembre, els seus cossos van ser descoberts en una pila d'escombraries a Highland Park. Encara que els seus cossos ja començaven a descompondre's, es va determinar que tots dos havien estat violats i assassinats per estrangulació. |
| Sonja Johnson               | 14   | 13 de novembre de 1977 | Sonja Johnson i Dolly Cepeda van ser trobats el 20 de novembre de 1977, en un munt d'escombraries a Highland Park. Els seus cossos ja estaven descomponent-se, però es podria determinar que tots dos havien estat violats i assassinats per estrangulació. |
| Kristina Weckler            | 20   | 20 de novembre de 1977 | Weckler va ser una estudiant d'honor a l'ArtCenter College of Design, el cos del qual va ser trobat pels excursionistes en un turó en una zona residencial de Los Angeles el 20 de novembre de 1977. Tenia marques de lligadura al coll, els canells i els turmells, però sense ferides defensives. Els pits de Weckler estaven bruscos, tenia dues cicatrius de punció al braç i el seu recte estava sagnant. Més tard es va determinar que havia estat torturada per haver injectat fluid de neteja de Windex al seu cos. Va ser asfixiada fatalment amb gas d'un forn. El cos nu de Weckler va ser descobert no gaire lluny de la seva residència de Glendale.                                                                             |
| Lauren Rae Wagner           | 18   | 28 de novembre de 1977 | Wagner, una estudiant d'escola de negocis, va ser trobat mort al costat oest del Mont Washington al 1217 Cliff Drive Glassell Park el 29 de novembre de 1977. Semblava que havia estat cremada per un cordó elèctric mentre era torturada basant-se en marques de cremada trobades a l'interior de les seves mans. A més, hi havia proves que suggerien que Wagner estava emmanillat abans de ser estrangulat. En aquest moment, els investigadors van arribar a la conclusió que l'autor podria haver estat un oficial de policia o posar-se com un. En conseqüència, van emetre una advertència a les conductores que van ser detingudes pels policies per comprovar que eren de fet policials.                                             |
| Kimberly “Kim” Diane Martin | 17   | 13 de desembre de 1977 | Martin, una treballadora sexual i model, va ser trobada en un solar desert prop de l'Ajuntament de Los Angeles el 14 de desembre de 1977. El seu cos havia estat llançat sobre el costat d'un turó al barri de Silver Lake, i es podia veure des de Parker Center, la seu de laPD. Martin estava treballant per a un servei d'escorta quan va ser cridada a Tamarind, Hollywood, el 1950, la nit del seu assassinat. Va ser violada i torturada abans de ser estrangulada. |
| Cindy Lee Hudspeth          | 20   | 16 de febrer de 1978   | Hudspeth era una cambrera que va ser agredida sexualment, estrangulada i després llançada al tronc del seu Datsun abans de ser empesa fora d'un penya-segat a l'autopista de Crest de Angeles el 16 de febrer de 1978. L'endemà, la van descobrir. Hudspeth havia estat torturada; les marques de lligadura eren evidents en el seu coll, turmells i canells. |
| Karen Lauretta Mandic       | 22   | 11 de gener de 1979    | En Bianchi va atreure en Mandic i en Wilder a una casa que vigilava. Ambdues dones van ser estrangulades fins a la mort. Aquests dos últims assassinats van ser comesos només per Bianchi, sense l'ajuda del Buono. |
| Diane Amy Wilder            | 27   | 11 de gener de 1979    | Treballant com a guàrdia de seguretat, Bianchi va atreure Mandic i Wilder, tots dos estudiants de la Universitat de Washington Occidental, a una casa que estava guardant a Bellingham, Washington. Bianchi va forçar a Mandic a baixar les escales davant d'ell i després la va escanyar. Va assassinar Wilder de manera similar. Sense el guiatge de Buono, Bianchi va deixar moltes pistes i la policia el va detenir l'endemà. Una llicència de conduir de Califòrnia i una comprovació de fons rutinària van vincular Bianchi a les adreces de dues víctimes de Strangler. Aquests dos últims assassinats van ser comesos només per Bianchi, sense l'ajuda de Buono.                                                                     |

- Després de la seva detenció, Bianchi va admetre que ell i Buono, mentre feien de policies, van aturar una jove anomenada Catharine Lorre amb la intenció de segrestar-la i matar-la el 1977, però la van alliberar després d'assabentar-se que era la filla de l'actor Peter Lorre. Només després que els homes fossin arrestats, Catharine va aprendre de les seves identitats.[5]

- Entre 1971 i 1973, tres noies joves de Rochester van ser segrestades, agredides sexualment i assassinades en el que més tard es va anomenar els "assassinats d'Alphabet". Bianchi mai va ser acusat formalment d'aquests crims, però va ser considerat un sospitós perquè havia treballat com a venedor de gelats prop de dues de les escenes de l'assassinat i va conduir un cotxe similar a un vehicle sospitós vist prop d'un dels llocs de segrest.[1] Bianchi ha negat tota responsabilitat per aquests assassinats.[6]

- El 4 de setembre de 1977, el cos de Laura Collins, de 26 anys, va ser descobert a Griffith Park, després d'haver estat estrangulat. Inicialment, va ser inclosa pels mitjans de comunicació de Los Angeles com a víctima potencial de l'Estrangulador, però una queixa de 1979 contra Bianchi i Buono no la va incloure com una de les seves víctimes. Bianchi i Buono mai van ser declarats culpables del seu assassinat o li van confessar. La mort de Collins encara no està resolta.[7]

- El 10 de novembre de 1977, Jill Terry Barcomb, de 18 anys, una nadiua de Oneida, Nova York, va ser agredida sexualment, colpejat i estrangulada abans de ser llançada en un barranc de la Mulholland Highway i originalment es pensava que havia estat víctima de l'Stangler. No obstant això, el seu cas va ser finalment decidit per les autoritats per no haver estat relacionat després de les detencions de Bianchi i Buono. Cap dels dos va confessar ni va ser mai condemnat per l'assassinat. El març de 2010, l'assassí en sèrie Rodney Alcala va ser condemnat per l'assassinat de Barcomb, així com amb altres quatre.

- El 17 de novembre de 1977, Kathleen Kimberly Robinson, de 17 anys, va ser trobada morta en una passarel·la del districte de Wilshire de Los Angeles. Inicialment, es creia que era víctima de l'Estrangulador, però tan aviat com es va descobrir que les circumstàncies del seu cas eren diferents de les altres, es va descartar ràpidament una connexió. L'assassinat de Robinson encara no està resolt.[8]

## Judici
En el seu judici, Bianchi es va declarar no culpable per raó de bogeria, al·legant que una altra personalitat, un “”Steve Walker“”, havia comès els crims. Es creia que havia vist recentment la pel·lícula Sybil (1976), sobre una dona que pateix múltiples personalitats provocades per l'abús infantil. Bianchi va convèncer alguns psiquiatres experts que efectivament patia de trastorn de personalitat múltiple, però els investigadors van portar els seus propis psiquiatres, principalment Martin Orne. Quan Orne va esmentar a Bianchi que en els casos genuïns del trastorn, hi tendeixen a haver tres o més personalitats, Bianchi aviat va crear un altre àlies, “Billy”.
Per demostrar que Bianchi havia mentit sobre tenir múltiples personalitats per evitar ser processat, Orne el va posar a prova presentant-lo al seu advocat, que no estava present. Bianchi va interactuar amb l'advocat imaginari. Orne va portar el seu veritable advocat, Bianchi, que va afirmar que l'advocat imaginari havia desaparegut. Abans de l'aparició del seu advocat real, Bianchi fins i tot es va inclinar per sacsejar la mà de l'imaginari; una acció que es coneix com a “al·lucinacions tàctils” que els experts van explicar és un esdeveniment que rarament, si mai, succeeix durant la hipnosi ni altres tipus d'esdeveniment neurològic va desencadenar l'al·lucinació. Orne mai havia vist una veritable “al·lucinació tàctil” en la seva carrera, suggerint que això era una fabricació completa. Bianchi finalment es va declarar culpable per tal d'evitar la pena de mort a l'Estat de Washington.
Els investigadors finalment van descobrir que el nom de “Steven Walker” provenia d'un estudiant la identitat del qual Bianchi havia intentat robar prèviament amb el propòsit de practicar la psicologia de manera fraudulenta. La policia també va trobar una petita biblioteca de llibres a la casa de Bianchi sobre temes de psicologia moderna, un suggeriment addicional de la seva capacitat de falsificar el trastorn de personalitat múltiple. Una vegada que les seves afirmacions van ser sotmeses a escrutini, Bianchi finalment va admetre que havia estat fingint el trastorn. Finalment, va ser diagnosticat amb trastorn de personalitat antisocial amb trastorn de sadisme sexual.
En un intent d'obtenir una sentència reduïda, Bianchi va acordar testificar contra Buono. No obstant això, en donar el seu testimoni, va fer tot el possible per ser el més descooperatiu i contradictori possible, aparentment esperant evitar la convicció de Buono. Al final, els esforços de Bianchi no van tenir èxit, ja que Buono va ser condemnat i condemnat a cadena perpètua. El mateix Bianchi també va ser condemnat a dos períodes de presó perpètua amb la possibilitat de llibertat condicional.
El 1980, Bianchi va començar una relació amb Veronica Compton, una dona que havia conegut mentre era a la presó. Durant el seu judici, va testificar per la defensa, dient al jurat un fals i vague conte sobre els crims en un intent d'exculpar Bianchi. També va admetre que volia comprar un mortuori amb un altre assassí condemnat amb el propòsit de la necrofília. Compton va ser posteriorment condemnat i empresonat per intentar estrangular una dona que havia atret a un motel en un intent de convèncer les autoritats que l'Estrangulador de Hillside encara estava solt. Bianchi suposadament li havia donat un semen durant una visita a la presó per plantar a la víctima planejada per fer que sembli una violació/assassinat comès per l'Estrangulador.
El 1992, Bianchi va demandar Catherine Yronwode per 8,5 milions de dòlars per tenir una imatge de la seva cara representada en una targeta comercial; va afirmar que la seva cara estava registrada. El jutge va desestimar el cas després de dictaminar que, si Bianchi hagués utilitzat la seva cara com una marca registrada quan estava matant dones, no hauria intentat ocultar-la a la policia.

## Detenció
Bianchi està complint actualment la seva condemna a la presó estatal de Washington a Walla Walla, Washington. El 18 d'agost de 2010 se li va negar la llibertat condicional per una junta estatal a Sacramento. Serà possible per ell escollir per a sol·licitar la llibertat condicional de nou en 2025.

## Mitjans de comunicació
A la pel·lícula de 1989 The Case of the Hillside Stranglers, Bianchi va ser interpretat per l'actor Billy Zane.  A la pel·lícula de 2004 The Hillside Strangler, Bianchi va ser interpretat per l'actor C. Thomas Howell i a Rampage: The Hillside Strangler Murders (2006), va ser interpretat per Clifton Collins Jr.